# Melvin Choo
Melvin Choo Kwok Ming (24 juli 1970) is een Singaporees autocoureur.

## Carrière

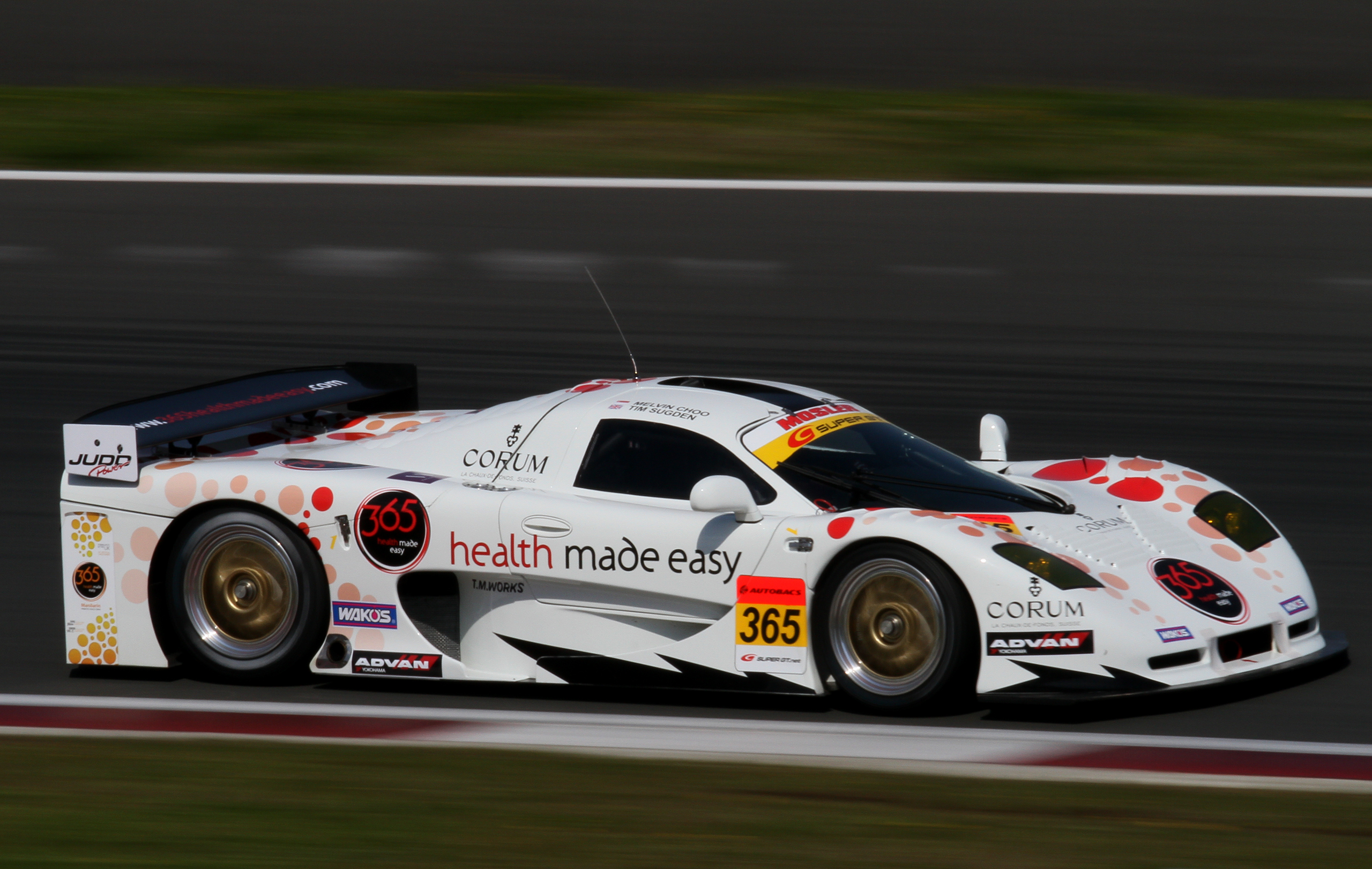
Melvin Choo in 2010

Choo nam deel aan de laatste twee rondes van het WTCC in 2008, waarmee hij de eerste Singaporese coureur werd die deelneemt aan het WTCC. In een BMW 320si reed hij voor het team Thunder Asia Racing met als beste resultaat een 20e plaats op het Okayama International Circuit in Japan. Hij finishte ook als tweede in de Tweede Divisie van het ATCC in 2008, nadat hij als derde finishte in 2007. Andere races waarin hij in deel heeft genomen zijn de Aston Martin Asia Cup en hij werd ook tweede in de B-klasse van de Aziatische Porsche Carrera Cup.
In 2009 nam hij deel aan de Super GT op het Sepang International Circuit voor het team Thunder Asia Racing samen met Martin Short, waarmee hij ook hier de eerste Singaporese coureur werd. Het team finishte als 13e in de GT300-klasse. Hij en het team zullen het volledige seizoen 2010 deelnemen, terwijl hij ook is benoemd tot de officiële onderhandelaar van de Super GT om het evenement te promoten in Singapore, inclusief een mogelijkheid dat de klasse in de toekomst ook in Singapore zal gaan rijden.